# Marcel Pichon
Marcel Pichon, född 25 mars 1921 i Prag, Tjeckien, död 23 juli 1954 i Paris, Frankrike, var en fransk botaniker specialiserad på oleanderväxter.